# II Liceum Ogólnokształcące im. Adama Mickiewicza w Słupsku
II Liceum Ogólnokształcące im. Adama Mickiewicza – jedna z najstarszych placówek oświatowych w Słupsku. Wraz z Gimnazjum nr 3 tworzyło Zespół Szkół Ogólnokształcących nr 2 aż do zlikwidowania placówek gimnazjalnych w Polsce. Mieści się przy ulicy Adama Mickiewicza na osiedlu Stare Miasto (Słupsk). Od wielu lat szkoła zajmuje wysokie miejsce w ogólnopolskich rankingach szkół średnich, najwyższe ze wszystkich słupskich liceów. Dawniej szkoła posiadała również oddziały dwujęzyczne.

## Motto szkoły
Mądrość musisz sam z siebie własną dobyć pracą. – Adam Mickiewicz

## Historia szkoły
Budynek szkoły został wzniesiony w 1905 r. przy ówczesnej Friedrichstrasse (dziś Mickiewicza). Do 1945 r. mieściła się w nim Gemeindeschule nr III. Po II wojnie światowej rozpoczęła tam działalność Szkoła Podstawowa nr 1. SP nr 1 działała przy ul. Mickiewicza do 1949 r., gdy przeniesiono ją do budynku przy ulicy Buczka (obecnie Lutosławskiego).
Wówczas budynek przy ul. Mickiewicza przejęło Towarzystwo Przyjaciół Dzieci. Z jego inicjatywy powołana została 11-letnia Szkoła Ogólnokształcąca TPD – protoplasta II Liceum Ogólnokształcącego. Do kolejnej zmiany doszło w roku szkolnym 1965/1966, gdy szkole został nadany status liceum ogólnokształcącego i imię Adama Mickiewicza (szkoła podstawowa działająca w ramach TPD została wówczas przeniesiona na ulicę Małachowskiego – jest to dzisiejsza SP nr 9). 4 marca 1967 r. liceum otrzymało sztandar ufundowany przez Komitet Rodzicielski, dwa lata później odbył się pierwszy zjazd absolwentów (kolejne zjazdy miały miejsce w 1974 r., 1989 r., 1999 r.)
W 1977 r. szkoła otrzymała status Zespołu Szkół Ogólnokształcących nr 2, a w jej skład weszły: II Liceum Ogólnokształcące im. Adama Mickiewicza, Liceum Ogólnokształcące dla Pracujących Zaoczne i Średnie Studium Zawodowe. Cztery lata później oddano do użytku nowy obiekt sportowy z dwiema salami gimnastycznymi, a w szkole pojawiły się pierwsze klasy sprofilowane. W 1994 r. II LO zostało członkiem Stowarzyszenia Szkół Aktywnych, w szkole pojawiły się pierwsze klasy prowadzone według programów autorskich. Od 1999 r. szkoła regularnie pojawia się w rankingach najlepszych liceów w kraju, zajmując w nich wysokie miejsca (najwyższe 18 w 2008 r.).
Od ponad 40 lat ze szkołą związany jest wielokrotnie nagradzany chór ,,Fantazja".

## Dyrektorzy i wicedyrektorzy Szkoły[4]
| Imię i nazwisko dyrektora | Lata urzędowania |
| ------------------------- | ---------------- |
| Wacław Pogorzelski        | 1949 - 1950      |
| Edward Sotkowski          | 1950 - 1953      |
| Bronisław Wilczewski      | 1953 - 1971      |
| Stanisław Kwarciak        | 1971 - 1985      |
| Romuald Machaliński       | 1985 - 2002      |
| Lucyna Markiewicz         | 2002 - 2009      |
| Mariusz Domański          | 2009 - dziś      |

| Imię i nazwisko wicedyrektora  | Lata urzędowania    |
| ------------------------------ | ------------------- |
| Bolesław Wiśniewski            | 1949-1950           |
| Bronisław Wilczewski           | 1950-1953           |
| Stanisław Olędzki              | 1953-1954           |
| Tadeusz Conio                  | 1954-1956           |
| Walentyna Halardzińska-Kruczek | 1956-1966           |
| Stanisława Jankowska-Kłopocka  | 1966-1972           |
| Stefan Rynkiewicz              | 1972-1974           |
| Zygmunt Kowalski               | 1974-1975           |
| Mirosława Tomaszewska          | 1975-1985           |
| Lucyna Folborska               | 1984-2003           |
| Mirosława Grzempczak-Piwońska  | 1985-2002           |
| Jerzy Paczkowski               | 2002-2003           |
| Lidia Bojara-Jankowska         | 2002-2004 2006-2015 |
| Krystyna Walner                | 2003                |
| Grażyna Linder                 | 2003-2006           |
| Warcisław Machura              | 2003-2023           |
| Maria Wierchowska              | 2004-2006           |
| Mariusz Domański               | 2006-2009           |
| Maciej Buławski                | 2015-2016           |
| Elżbieta Piekarniak            | 2015-2019           |
| Iwona Ziółkowska               | 2023 - dziś         |

## Kadra[5]
- Iwona Andrzejewska, nauczyciel biologii
- ks. Maksymilian Atałap, nauczyciel religii
- Krzysztof Błażejów, nauczyciel wychowania fizycznego
- Dariusz Bownik, nauczyciel geografiii
- Marta Chrościcka-Wnętrzak, pedagog
- Mariusz Domański, dyrektor
- Bożena Gajdzis, nauczyciel języka polskiego
- Lidia Bojara-Jankowska, nauczyciel chemii
- Krzysztof Kaluga, nauczyciel fizyki
- Dorota Kłos, nauczyciel języka polskiego, filozofii, religii, etyki, negocjacji
- Dorota Kocbus-Calligaro, nauczyciel języka włoskiego, języka francuskiego
- Dominika Korzeniowska-Gudyn, nauczyciel języka polskiego
- Dorota Kulińska, nauczyciel biznesu i zarządzania, podstaw przedsiębiorczości, informatyki, zarządzania
- Grażyna Malczewska, nauczyciel chemii
- Katarzyna Michalik, biblioteka
- dr Kinga Mielczarek, nauczyciel języka polskiego, coachingu
- dr Aneta Mikucka, nauczyciel matematyki
- Krzysztof Mikucki, nauczyciel wychowania fizycznego, informatyki, edukacji dla bezpieczeństwa
- Sylwia Milczarek, nauczyciel historii, wiedzy o społeczeństwie, historii i teraźniejszości
- Marek Nędzusiak, nauczyciel informatyki
- Katarzyna Nowacka, nauczyciel chemii
- Beata Piłka, nauczyciel wychowania fizycznego
- Iwona Płóciennik, nauczyciel języka polskiego, efektywnej komunikacji
- Emilia Przemska, nauczyciel matematyki
- Artur Ruciński, nauczyciel języka angielskiego, języka hiszpańskiego metodą FREPA
- Monika Rutkowska, nauczyciel języka hiszpańskiego
- Maria Rządkowska, nauczyciel języka angielskiego
- Karolina Szewczyk, nauczyciel języka angielskiego
- Beata Szlom, nauczyciel języka angielskiego
- Małgorzata Szwajkowska, nauczyciel matematyki
- Iwona Tłuchowska, nauczyciel historii
- Małgorzata Zamorska-Hyła, nauczyciel języka niemieckiego
- Iwona Ziółkowska, wicedyrektor, nauczyciel matematyki

## Rankingi

### Ranking Ogólnopolski
W Ogólnopolskim Rankingu Szkół Średnich opracowywanym corocznie przez Miesięcznik Edukacyjny Perspektywy i dziennik Rzeczpospolita II LO regularnie zajmuje wysokie miejsca:
- 1999 - 40 miejsce
- 2000 - 24 miejsce
- 2001 - 21 miejsce
- 2002 - 23 miejsce
- 2003 - 27 miejsce
- 2004 - 35 miejsce
- 2005 - 26 miejsce
- 2006 - 53 miejsce
- 2007 - 55 miejsce
- 2008 - 18 miejsce
- 2009 - 34 miejsce
- 2010 - 33 miejsce
- 2011 - 76 miejsce[6]
- 2012 - 222 miejsce[7]
- 2013 - 206 miejsce[8] - Srebrna Tarcza
- 2014 - 142 miejsce[8] - Srebrna Tarcza
- 2015 - 195 miejsce - Srebrna Tarcza
- 2016 - 102 miejsce - Srebrna Tarcza
- 2017 - 142 miejsce - Srebrna Tarcza
- 2018 - 113 miejsce - Srebrna Tarcza
- 2019 - 183 miejsce - Złota Tarcza
- 2020 - 179 miejsce - Złota Tarcza
- 2021 - 238 miejsce - Srebrna Tarcza
- 2022 - 254 miejsce - Srebrna Tarcza
- 2023 - 148 miejsce - Złota Tarcza
- 2024 - 233 miejsce - Srebrna Tarcza
- 2025 - 237 miejsce - Srebrna Tarcza

### Ranking Olimpijski
- 2011 – 20 miejsce[9]
- 2012 – 26 miejsce[10]
- 2013 - 22 miejsce[11]
- 2014 - 16 miejsce[11]
- 2015 - 72 miejsce
- 2016 - 38 miejsce
- 2017 - 43 miejsce
- 2018 - 60 miejsce
- 2019 - 163 miejsce
- 2020 - 65 miejsce
- 2021 - 68 miejsce
- 2022 - 109 miejsce
- 2023 - 56 miejsce
- 2024 - 46 miejsce
- 2025 - 118 miejsce

### Ranking w województwie pomorskim
- 2002 - 2 miejsce[12]
- 2003 - 2 miejsce
- 2004 - 2 miejsce
- 2005 - 2 miejsce
- 2006 - 2 miejsce
- 2007 - 2 miejsce
- 2008 - 2 miejsce
- 2009 - 2 miejsce
- 2010 - 3 miejsce
- 2011 - 9 miejsce
- 2012 - 15 miejsce
- 2014 - 10 miejsce
- 2015 - 12 miejsce
- 2016 - 7 miejsce
- 2017 - 8 miejsce
- 2018 - 8 miejsce
- 2019 - 9 miejsce
- 2020 - 9 miejsce
- 2021 - 19 miejsce
- 2022 - 18 miejsce
- 2023 - 13 miejsce
- 2024 - 15 miejsce
- 2025 - 17 miejsce

### Ranking Zwolnieni z Teorii:[13]
| Rok szkolny | Miejsce w kraju  | Miejsce w województwie |
| ----------- | ---------------- | ---------------------- |
| 2014/2015   | 149              | 14                     |
| 2015/2016   | 34               | 2                      |
| 2016/2017   | brak opracowania | brak opracowania       |
| 2017/2018   | 66               | 7                      |
| 2018/2019   | 23               | 1                      |
| 2019/2020   | 22               | 2                      |
| 2020/2021   | 29               | 2                      |
| 2021/2022   | 69               | 5                      |
| 2022/2023   | 21               | 1                      |
| 2023/2024   | 19               | 1                      |

## Chór[14]
Wizytówką szkoły jest znany Dziecięco-Młodzieżowy Chór ,,Fantazja". Powstał w 1980 r. przy dawnej Szkole Podstawowej Nr 5 w Słupsku. Obecnie działa przy II Liceum Ogólnokształcącym im. Adama Mickiewicza. Założycielem i dyrygentem chóru jest Lilianna Zdolińska.
Członkami chóru są uczniowie II LO oraz wielu innych słupskich szkół. Repertuar chóru jest zróżnicowany. Obejmuje muzykę sakralną i świecką a’cappella, jak i z towarzyszeniem fortepianu, organów oraz orkiestry symfonicznej. Chór Fantazja uświetnia uroczystości szkolne. Ponadto prowadzi działalność koncertową w Słupsku. Bierze udział w koncertach z okazji świąt narodowych i religijnych, w uroczystościach miejskich, w cyklicznych koncertach charytatywnych na rzecz Hospicjum Miłosierdzia Bożego w Słupsku, w koncertach dla środowiska. Od wielu lat współpracuje z Orkiestrą Polskiej Filharmonii Sinfonia Baltica, wykonując wielkie dzieła wokalno-instrumentalne, oraz z Orkiestrą Słupska Sinfonietta.

## Znani absolwenci[16]
- Edward Antczak - lekkoatleta, wielokrotny reprezentant Polski
- Konrad Araszkiewicz - mistrz w brydżu sportowym
- Halina Aszkiełowicz - siatkarka, brązowa medalistka olimpijska z Meksyku (1968)
- Grażyna Auguścik - światowej klasy piosenkarka jazzowa
- Marek Balicki - lekarz, polityk, były minister zdrowia w rządzie Leszka Millera i Marka Belki (2003, 2004-2005), były poseł na Sejm RP i senator
- dr Tomasz Chmielewski - adiunkt w Katedrze Polityki Gospodarczej i Teorii Pieniądza Szkoły Głównej Handlowej w Warszawie
- prof. dr hab. inż. Janusz Cieśliński - profesor Politechniki Gdańskiej, prodziekan Wydziału Mechanicznego PG, prorektor Politechniki Gdańskiej
- ks. Jan Giriatowicz - prałat, były proboszcz parafii św. Jacka w Słupsku, Honorowy Obywatel Miasta Słupska
- prof. dr hab. Krzysztof Grysa - polski matematyk, profesor nauk technicznych, były prorektor Politechniki Świętokrzyskiej
- Urszula Grządzielska-Zblewska - medalistka Mistrzostw Polski w badmintonie
- dr hab. Bożena Iwaszkiewicz-Wronikowska - profesor Katolickiego Uniwersytetu Lubelskiego, kierownik Katedry Historii Sztuki Starożytnej i Wczesnochrześcijańskiej KUL, Dyrektor Instytutu Historii Sztuki KUL
- prof. dr hab. Aldona Kamela-Sowińska - ekonomistka, nauczyciel akademicki, polityk, były minister skarbu państwa w rządzie Jerzego Buzka (2001)
- dr hab. n. med. Radosław Kiedrowicz - adiunkt w Klinice Kardiologii Wydziału Medycyny Pomorskiego Uniwersytetu Medycznego w Szczecinie
- o. prof. Bogusław Kochaniewicz - duchowny, dominikanin, teolog, redaktor naczelny Przeglądu Tomistycznego, Mistrz Świętej Teologii
- Magdalena Lamparska - aktorka telewizyjna, filmowa i teatralna
- prof. dr hab. Andrzej Lewenstam - profesor Uniwersytetu Abo Akademii w Turku w Finlandii, dyrektor Centrum Procesowej Chemii Analitycznej i Technologii Czujników (ProSens), profesor Universite Laval w Quebec w Kanadzie, Katedra Chemii Analitycznej i Biochemii Wydziału Inżynierii Materiałowej i Ceramiki AGH
- dr inż. Bogumiła Makuch - chemik, wynalazca, Wydział Chemii Politechniki Gdańskiej
- Krzysztof Malicki - prezes zarządu, CEO i właściciel DATERA S.A. oraz jeden z pomysłodawców i twórców platformy FreecoNet.
- Marta Markiewicz - piosenkarka, autorka tekstów i kompozytorka,
- Piotr Müller - polityk i prawnik, były wiceminister Nauki i Szkolnictwa Wyższego, były członek Komitetu Stałego Rady Ministrów, były poseł, w latach 2019–2023 sekretarz stanu w Kancelarii Prezesa Rady Ministrów i rzecznik prasowy rządów Mateusza Morawieckiego, poseł do Parlamentu Europejskiego X kadencji
- prof. dr hab. Zbigniew Mudryk - kierownik Zakładu Biologii Eksperymentalnej i ochrony Środowiska Uniwersytetu Pomorskiego w Słupsku
- Bogusław Osiński - dziennikarz, były dyrektor TVP3, TVP3 Gdańsk
- prof. dr hab. Andrzej Pisowicz - armenista i iranista, członek Komisji Orientalistycznej PAN, członek Rady Ośrodka Badań nad Kulturą Ormiańską w Polsce PAU, członek Komisji Standaryzacji Nazw Geograficznych poza Granicami Rzeczypospolitej Polskiej
- dr hab. Sylwia Rodziewicz-Motowidło - kierownik Katedry Chemii Biomedycznej Wydziału Chemii Uniwersytetu Gdańskiego, profesor UG
- Dorota Rucka - siatkarka, reprezentantka Polski, kapitan tej drużyny
- dr hab. Wojciech Skóra - historyk, profesor Uniwersytetu Pomorskiego w Słupsku, Członek Komitetu Nauk Historycznych PAN, Kierownik Zakładu Historii XX wieku Instytutu Historii Uniwersytetu Pomorskiego w Słupsku
- dr hab. Jerzy Snopek - historyk literatury i kultury, tłumacz, dyplomata, nauczyciel akademicki i działacz społeczny, były Ambasador RP na Węgrzech
- Władysław Szkop - polski polityk, lekarz, były poseł na Sejm RP
- Teresa Worek - siatkarka, wieloletnia reprezentantka Polski, uczestniczka mistrzostw Europy, mistrzyni Polski i Francji
- dr hab. Włodzimierz Zientara - germanista, profesor Uniwersytetu Mikołaja Kopernika w Toruniu
- dr Bogumiła Żongołłowicz - dziennikarka, poetka, pisarka